# اندرس اولیواس
اندرس اولیواس (انگلیسی: Andrés Olivas؛ زادهٔ ۱۷ مارس ۱۹۶۷) بازیکن فوتبال اهل اسپانیا است.